# Proclorperazină
Proclorperazina este un antipsihotic tipic derivat de fenotiazină, fiind utilizat în tratamentul schizofreniei, psihozelor, migrenelor, greței și a anxietății. Căile de administrare disponibile sunt orală, rectală, intravenoasă și intramusculară.
Molecula a fost aprobată pentru uz medical în Statele Unite ale Americii în anul 1956. Este disponibil sub formă de medicament generic.